# Cees Smit
Cornelis Johannes Vincentius (Cees / Kees) Smit (Amsterdam, 25 februari 1940 – Erie (Pennsylvania), 15 april 2025) was een Nederlands voetballer die doorgaans als verdediger speelde. Hij kwam uit voor EDO, Ajax, FC Zaanstreek en Pittsburgh Phantoms.
Hij was de zoon van olympisch bokser en voetbaltrainer Arij Smit.

## Loopbaan

### Beginjaren
Cees Smit speelde in de jeugd bij HBC in Heemstede. Op zijn zeventiende vertrok hij naar EDO, de Haarlemse club waar zijn vader trainer was geweest. Als jeugdspeler werd hij direct in de voorhoede van het eerste elftal opgesteld. Dat was in het seizoen 1957/58 waarin hij ook werd geselecteerd voor het Nederlands jeugdelftal. Hij speelde vier interlands op het FIFA-jeugdtoernooi. In de wedstrijd tegen Turkije op 7 april 1958 scoorde Smit tweemaal (2-1 zege).

### Naar Ajax
Na de zomer van 1958 werd hij aangetrokken voor Ajax.
In zijn eerste seizoen kwam hij nog niet uit voor het eerste elftal. Hij debuteerde op 22 november 1959 uit tegen Volendam (0-3 winst) als vervanger van verdediger Cor Geelhuijzen. Hij trof in die wedstrijd als tegenstander de 15-jarige Wim Kras sr., de jongste speler in de Eredivisie ooit, die ook zijn debuut maakte.
In 1963/64, zijn laatste contractjaar bij Ajax, speelde hij nog maar een competitieduel. 

### Amerika
Na dat seizoen vertrok hij naar FC Zaanstreek dat uitkwam in de Tweede divisie. Halverwege zijn derde jaar, in december 1966, kocht hij zijn contract af voor 20.000 gulden. Hij besloot een voetbalavontuur aan te gaan bij Pittsburgh Phantoms in de Verenigde Staten. Zijn nieuwe club kwam uit in de wilde competitie van de NPSL. Zes Nederlanders vonden onderdak bij de club onder wie Co Prins en Theo Laseroms. Smit was afgestudeerd aan het CIOS en zou een sportschool gaan runnen in Pittsburgh.
In februari 1967 vertrok hij naar Amerika maar hij kwam niet vaak (zeven duels, een goal) in actie voor Pittsburgh Phantoms. Na enkele maanden werd zijn contract verbroken. Hij bleef in Pittsburgh omdat hij een baan als sportleraar had gevonden bij de YMCA.

## Clubstatistieken
| Seizoen         | Club                | Land             | Competitie       | Competitie | Competitie | Beker | Beker | Internationaal | Internationaal | Overig | Overig | Totaal | Totaal |
| Seizoen         | Club                | Land             | Competitie       | Wed.       | Dlp.       | Wed.  | Dlp.  | Wed.           | Dlp.           | Wed.   | Dlp.   | Wed.   | Dlp.   |
| --------------- | ------------------- | ---------------- | ---------------- | ---------- | ---------- | ----- | ----- | -------------- | -------------- | ------ | ------ | ------ | ------ |
| 1957/58         | EDO                 | Nederland        | Eerste divisie A | 22         | 3          | –     | 0     | 0              | 0              | 0      | 0      | 22     | 3      |
| 1958/59         | Ajax                | Nederland        | Eredivisie       | 0          | 0          | –     | –     | 0              | 0              | 0      | 0      | 0      | 0      |
| 1959/60         | Ajax                | Nederland        | Eredivisie       | 23         | 0          | –     | –     | 0              | 0              | 1      | 0      | 24     | 0      |
| 1960/61         | Ajax                | Nederland        | Eredivisie       | 16         | 0          | 4     | 1     | 2              | 0              | 0      | 0      | 22     | 1      |
| 1961/62         | Ajax                | Nederland        | Eredivisie       | 7          | 0          | 1     | 0     | 0              | 0              | 0      | 0      | 8      | 0      |
| 1962/63         | Ajax                | Nederland        | Eredivisie       | 16         | 0          | 1     | 0     | 0              | 0              | 0      | 0      | 17     | 0      |
| 1963/64         | Ajax                | Nederland        | Eredivisie       | 1          | 0          | –     | 0     | 0              | 0              | 0      | 0      | 1      | 0      |
| 1964/65         | FC Zaanstreek       | Nederland        | Tweede divisie A | 30         | 1          | –     | 0     | 0              | 0              | 0      | 0      | 30     | 1      |
| 1965/66         | FC Zaanstreek       | Nederland        | Tweede divisie A | 13         | 0          | –     | 0     | 0              | 0              | 0      | 0      | 13     | 0      |
| 1966/67         | FC Zaanstreek       | Nederland        | Eerste divisie   | 8          | 0          | –     | 0     | 0              | 0              | 0      | 0      | 8      | 0      |
| 1967            | Pittsburgh Phantoms | Verenigde Staten | NPSL             | 7          | 1          | –     | –     | 0              | 0              | 0      | 0      | 7      | 1      |
| Carrière totaal | Carrière totaal     | Carrière totaal  | Carrière totaal  | 143        | 5          | 6     | 1     | 2              | 0              | 1      | 0      | 152    | 6      |

## Erelijst
Ajax
| Nationaal                  |    |         |
| Eredivisie                 | 1x | 1959/60 |
| KNVB beker                 | 1x | 1960/61 |
| Internationaal             |    |         |
| International Football Cup | 1x | 1961/62 |